# Ulrika (1707)
Ulrika, från 1713 omdöpt till Lucretia, var en svensk galär inom Svenska flottan som byggdes på Gamla varvet i Göteborg och sjösattes 1707. Hon var bestyckad med tolv kanoner och tjänstgjorde vid Göteborgseskadern. Fartyget deltog i slaget vid Dynekilen nära Strömstad 27 juni 1716 då det erövrades av danskarna. 
I maj 1717 deltog fartyget på dansk sida i striderna vid amiral Tordenskjolds anfall mot Nya Varvet i Göteborg. Galären sattes på grund av sin egen besättning vid Käringberget och återerövrades av svenskarna.
Sommaren 1719 deltog galären i striderna då samma amiral anföll fästningen Nya Älvsborg, bland annat i slutstriden vid anfallet mot den av danska trupper ockuperade Lilla Aspholmen.